# Denison, Kansas
Denison är en ort i Jackson County i Kansas. Vid 2010 års folkräkning hade Denison 187 invånare.